# Camponotus longipalpis
Camponotus longipalpis é uma espécie de inseto do gênero Camponotus, pertencente à família Formicidae.